# Bromarv skola
Bromarv skola är en svenskspråkig grundskola i Bromarv i Raseborgs stad i det finländska landskapet Nyland. Skolan är den enda skolan i Bromarv och den ligger i Bromarv kyrkby cirka 33 kilometer från Ekenäs centrum. Skolan har en aktiv Hem och Skola-förening.

## Historia
Bromarv skola byggdes av J. R. Wikström från Orvlax och invigdes den 20 september 1884. Skolhuset byggdes på en tom som rusthållaren I. B. Rehnberg på Revbacka arrenderade åt kommunen för en tid av femtio år. Skoltomten inlöstes senare av Bromarvs kommun. De första eleverna i Bromarv skola började sin skolgång den 29 september 1884.
Tekla Maria Nordlund valdes till skolans första lärare och hon var lärare till år 1901. Efter henne följde en tid av ständiga lärarbyten ända till år 1908, då Edith Asplund blev lärare. Hon verkade sedan som lärare i skolan ända till år 1950. Den första eleven blev inspektorsdottern Ethel Josefina Andersson. Bland de första eleverna befann sig också Alfons Takolander, senare känd bland annat som skolman och psalmdiktare.
Till en början fanns inga lägre klasser i skolan, utan skolan var en så kallade högre folkskola. Från och med år 1934 hade skolan i alla fall lägre klasser, men dessa var utlokaliserade till olika privata villor och hus i Bromarv. År 1948 byggdes skolhuset till och de lägre klasserna fick ett eget klassrum. Samtidigt fick skolan också ett kök. Skolans första lärarinna för de lägre klasserna var Maria Ruda.
Skolhuset har förstorats och byggts till ett antal gånger; på 1940-talet, 1970-talet samt senast 2003 då skolan även fick en stor gymnastiksal.

## Lärare
Lista över Bromarv skolas lärare 1884-2008:
- Tekla Maria Nordlund (1884-1901)
- Signe Sevon (1901-1904)

- Ruth Malm (1904-1905)
- Gerda Johanna Kaukos (vikarie 1904-1905)
- Ingrid Krook (1905-1908)
- Edith Asplund (1908-1950)
- Maria Ruda (1934-1965)
- Elsa Andersson (1934-1934)
- Per-Gustaf Ahrenberg (1950-1956)
- Märta Wikholm, (vikarie 1955-1956)
- Rurik Romberg (1956-1968)
- Rauni Koskinen (1965-1990)
- Per Lindgård, (vikarie 1967-1968)
- Gunilla Roos (1968-1969)
- Per Lindgård (1969-2006)
- Brita Randström (1990-2008)
- Susanne Westerby (2003-2005)
- Yvonne Lindström (2004-2008)
- Patrik Mattsson (t.f. 2006)